# Vistumbler
Vistumbler est un logiciel libre d'affichage des caractéristiques des ondes radios WiFi. Il est le successeur du logiciel NetStumbler pour Windows Vista, Windows 7, et Windows 8.

## Alternatives
- InSSIDer pour Windows.
- Kismet ou LinSSID pour Linux, FreeBSD, NetBSD, OpenBSD, et Mac OS X
- KisMAC pour Mac OS X
- NetStumbler pour Windows 2000, Windows XP